# Departamentul Lekoni-Lekori
Departamentul Lekoni-Lekori este un departament din provincia Haut-Ogooué  din Gabon. Reședința sa este orașul Akieni.